# Sheila Ferguson

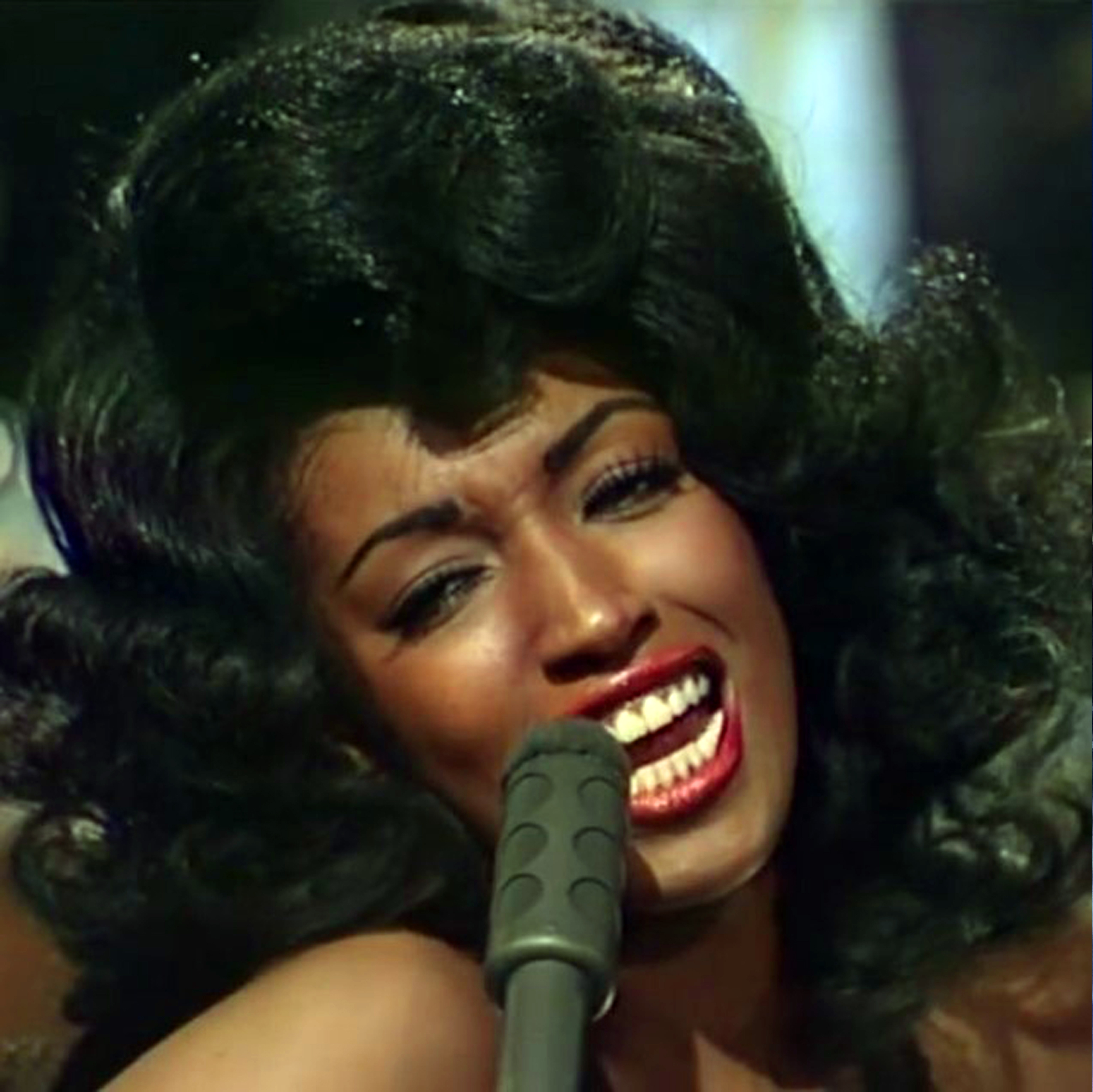

Sheila Diane Ferguson (Philadelphia, 8 oktober 1947) is een Amerikaanse zangeres, componiste, auteur en actrice. Ze is de voormalige leadzangeres van The Three Degrees en woont en werkt sinds 1980 in het Verenigd Koninkrijk. 

## Biografie
De Afro-Amerikaanse Ferguson groeide op in Philadelphia en wilde eigenlijk psychologe worden. Ze begon echter te zingen in de hoop dat ze haar idool Marvin Gaye zou ontmoeten. Later ging die wens alsnog in vervulling; Ferguson had in het Apollo Theater een gesprek met Gaye in diens kleedkamer.
Op de middelbare school maakte Ferguson kennis met manager Richard Barrett. Ferguson nam een aantal solosingles op die geproduceerd werden door Kenneth Gamble, later als helft van het duo Gamble & Huff verantwoordelijk voor de Philly-sound. Ondertussen werd de oorspronkelijke bezetting van The Three Degrees opgericht; Ferguson sloot zich in 1966 aan na eerdere invalbeurten. Als leadzangeres en componiste kreeg ze ook een groot belang in het repertoire. Ferguson zong onder meer mee op Dirty Ol' Man, When will I see you again en The runner die gedurende de jaren 70 in de hitlijsten terechtkwamen. 
In 1986 stapte Ferguson uit de klassieke Three Degrees-formatie om meer tijd met haar gezin door te brengen. Met twintig jaar was zij het op één na langstgebleven groepslid. Nadien begon Ferguson een succesvolle solocarrière; behalve als zangeres profileerde ze zich tevens als actrice (o.a. in haar eigen sitcom 'Land of Hope and Gloria uit de jaren 90), en als presentatrice. 
In 1989 maakte Ferguson haar debuut als auteur; geïnspireerd door haar Afro-Amerikaanse achtergrond schreef ze het kookboek "Soul Food: Classic Cuisine from the Deep South".
In 1994 bracht Ferguson een nieuwe versie uit van When Will I See You Again; het kwam tot een zestigste plaats in de Britse top 75.
In 2013 werd ze onderscheiden met de Variety Legends of Industry Award voor haar bijdragen aan de muziekindustrie. 
In 2016 bracht Ferguson haar eerste soloalbum uit. 
In 2022 speelde Ferguson in de musical Chicago.

## Persoonlijk leven
Ferguson woont in het Zuid-Engelse dorp Bray; ze was van 1980 tot 2004 getrouwd met zakenman Chris Robinson met wie ze de tweeling Alicia en  Alexandra kreeg. 
- Bibliothèque nationale de France: cb14036457v (data)
- International Standard Name Identifier: 0000 0001 1496 7392
- Library of Congress Control Number: no2010004682
- MusicBrainz: d29f4fed-f00e-4c4e-ad69-f2b04135cb5f
- Nederlandse Thesaurus van Auteursnamen: 085469742
- Virtual International Authority File: 106863227
- WorldCat: E39PBJmhJG6vgbbdp9d4j44H4q